# Aquiloniella
Aquiloniella is een geslacht van mosdiertjes uit de  familie van de Candidae. De wetenschappelijke naam ervan is in 2014 voor het eerst geldig gepubliceerd door Leandro M. Vieira,  Mary E. Spencer Jones, Judith E. Winston, Alvaro E. Migotto en Antonio C.Marques.

## Soorten
- Aquiloniella americana (Packard, 1863)
- Aquiloniella aviculariae (Yanagi & Okada, 1918)
- Aquiloniella orientalis (Kluge, 1955)
- Aquiloniella paenulata (Norman, 1903)
- Aquiloniella scabra (van Beneden, 1848)